# Vinicius Machado

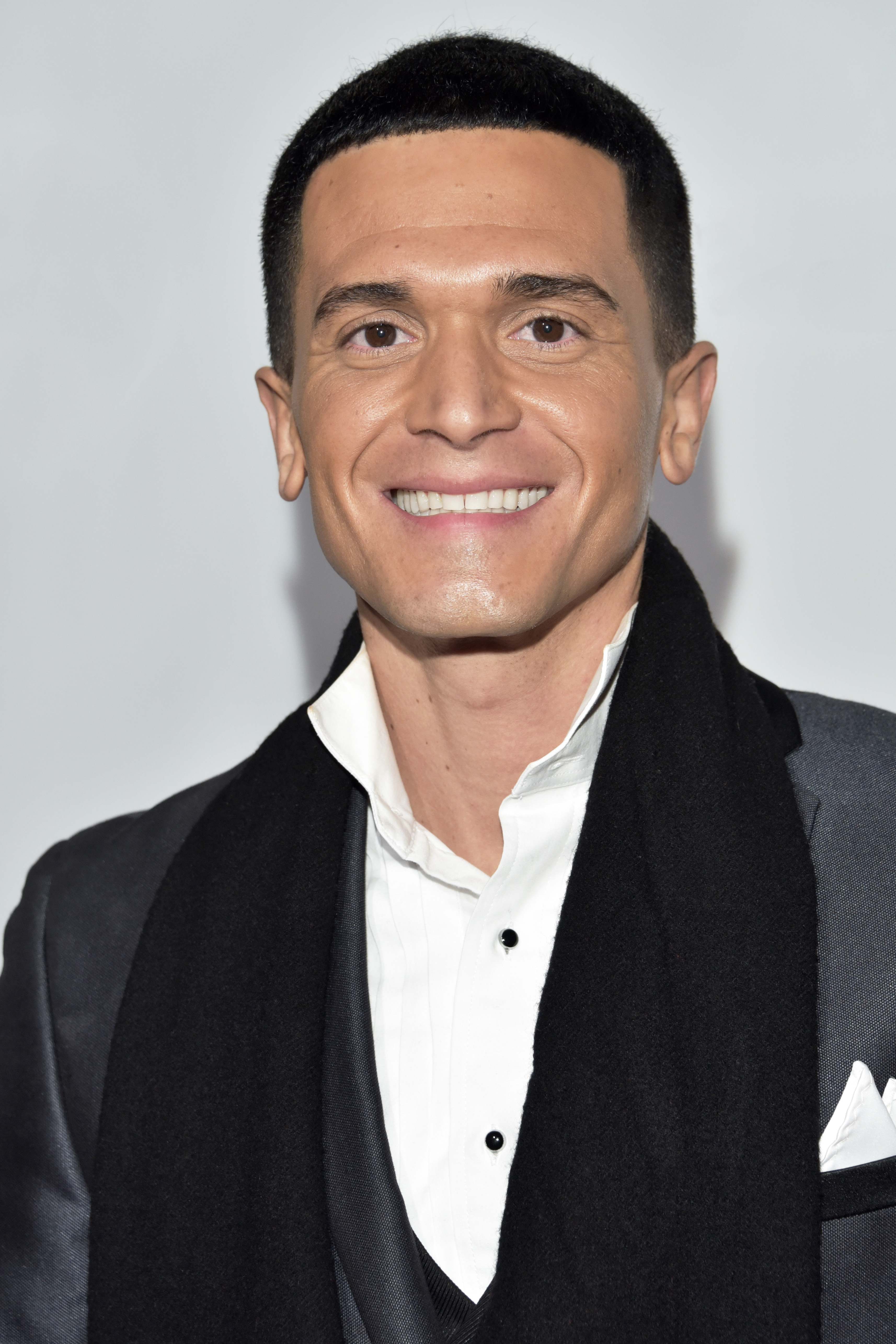
Vinicius Machado (2016)

Vinicius Ferreira Machado (* 12. Juli 1982 in Rio de Janeiro) ist ein brasilianischer Schauspieler.

## Leben
Machado wurde im Jahr 1982 in Brasilien geboren. Er ist seit 2004 als Schauspieler tätig. Im Jahr 2005 zog er nach Kalifornien. Seine bekannteste Rolle ist Mozes ehemaliger Freund Faymen Phorchin aus der Serie Neds ultimativer Schulwahnsinn. Er hatte auch andere Fernsehauftritte z. B. ist er in den Fernsehserien True Detective oder Power zu sehen.

## Filmographie

### Filme
- 2007: Real Premonition

### Serien
- 2005–2007: Neds ultimativer Schulwahnsinn
- 2014: Power
- 2015: True Detective